# Högarör (Karlshamn)

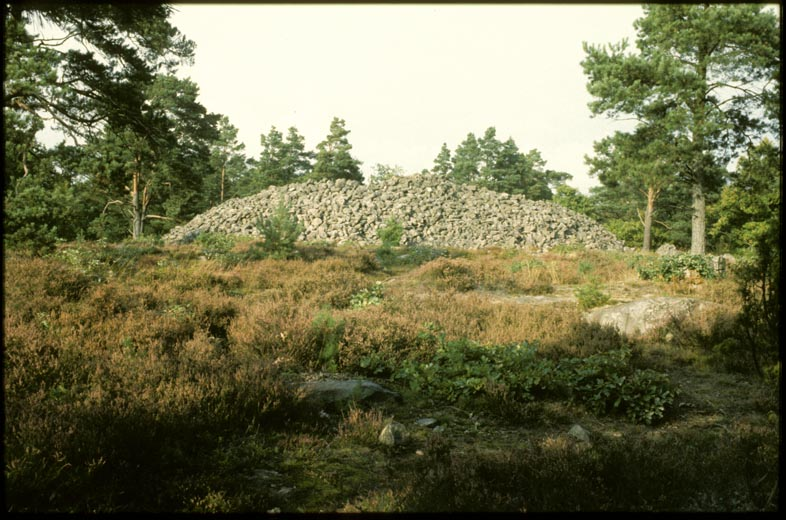
Högarör

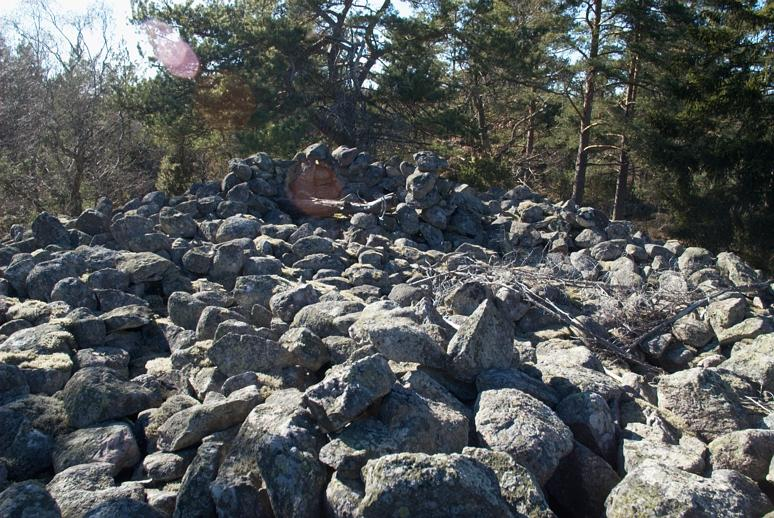
Högarör

Die Högarör (mit der RAÄ-Nummer Karlshamn 29:1) liegt auf dem höchsten Punkt der Halbinsel Stärnö (auch Sternö) bei Karlshamn in Schweden und ist mit etwa 5,0 m Höhe Blekinges größte Röse (plur. Röser, schwedisch Röjr oder Rör). Eine gleichnamige Röse liegt bei Ljungby in Småland.
Während der Bronzezeit (1500–500 v. Chr.) wurden in Schweden teils gewaltige Rollsteinhügel über privilegierten Toten aufgeworfen. In der frühen Bronzezeit wurde der Verstorbene in einem Baumsarg oder einer Steinkiste beigesetzt. Am Ende der Bronzezeit kam der Brauch auf, die Toten zu verbrennen. Die Asche wurde in einer Urne beigesetzt, die mit Steinen oder Erde bedeckt wurde.  Etwa 20.000 Röser kommen auf den Inseln Bornholm, Gotland und Öland und in Schweden und Dänemark vor. Ausgewählte Tote wurden zunächst einzeln – bisweilen auch zu zweit – in Holz- oder Steinkisten unter den in der älteren Bronzezeit regional besonders monumentalen Steinhügeln bestattet, die manchmal final mit Erde bedeckt wurden.
Unter der Steinsetzung der Bronzezeit liegt der Sage nach ein großer Goldschatz, der von einem Drachen bewacht wird.